# Pirdop (obchtina)
Pour l’article homonyme, voir Pirdop.
La commune de Pirdop (en bulgare Община Пирдоп - Obchtina Pirdop) est située dans le centre-ouest de la Bulgarie.

## Géographie
La commune de Pirdop est située dans le centre-ouest de la Bulgarie, à 80 km au nord-nord-ouest de la capitale Sofia. 
Son chef lieu est la ville de Pirdop et elle fait partie de la région de Sofia.
| 2005  | 2010  |
| ----- | ----- |
| 8 948 | 8 501 |

,

## Histoire
Le territoire correspondant à l'actuelle commune de Pirdop est habité depuis l'Antiquité. 

## Administration

### Structure administrative
La commune compte 1 ville (Pirdop) et 1 village (Douchantsi)